# 鞍掛山 (神奈川県)
鞍掛山（くらかけやま）は、神奈川県足柄下郡箱根町と静岡県田方郡函南町の境にある、標高1004mの山である。

## 概要
箱根古期外輪山の一つ。湯河原火山が大きく侵食されてできた峰である。湯河原火山の火口は鞍掛山付近にもあった可能性があるとされている。浸食により形成された浸食カルデラの広い谷底に湧き出しているのが湯河原温泉である。
神奈川県と静岡県の県境付近に位置すること、また伊豆大島に比較的近い場所に位置することから、山頂にはNTTやNTTドコモの鞍掛無線中継所の他に、警察庁関東管区警察局の通信施設 (1951年建設、1952年3月運用開始)もあり、箱根外輪山の東側にある二子山無線中継所と共に、東京方面と東海地方をつなぐ無線通信網の重要な拠点となっている。
かつてその場所には伊豆箱根鉄道により、湯河原峠から山頂まで湯河原索道線というロープウェイが掛けられていた。山頂には高い木などがなく開けており、そこからの眺めはよく駿河湾、相模湾、富士山、芦ノ湖などを眺望でき人気を博していたが、霧や雲が発生しやすい地形のため、ロープウェイの運行が不安定となり、1974年に休止、1977年に廃止された。
山頂へ向かうためには無線中継所用の舗装道路があるが、保守用専用道路であることから、関係者以外進入禁止とされている。また、北麓は箱根くらかけカントリーのゴルフ場として利用されている。

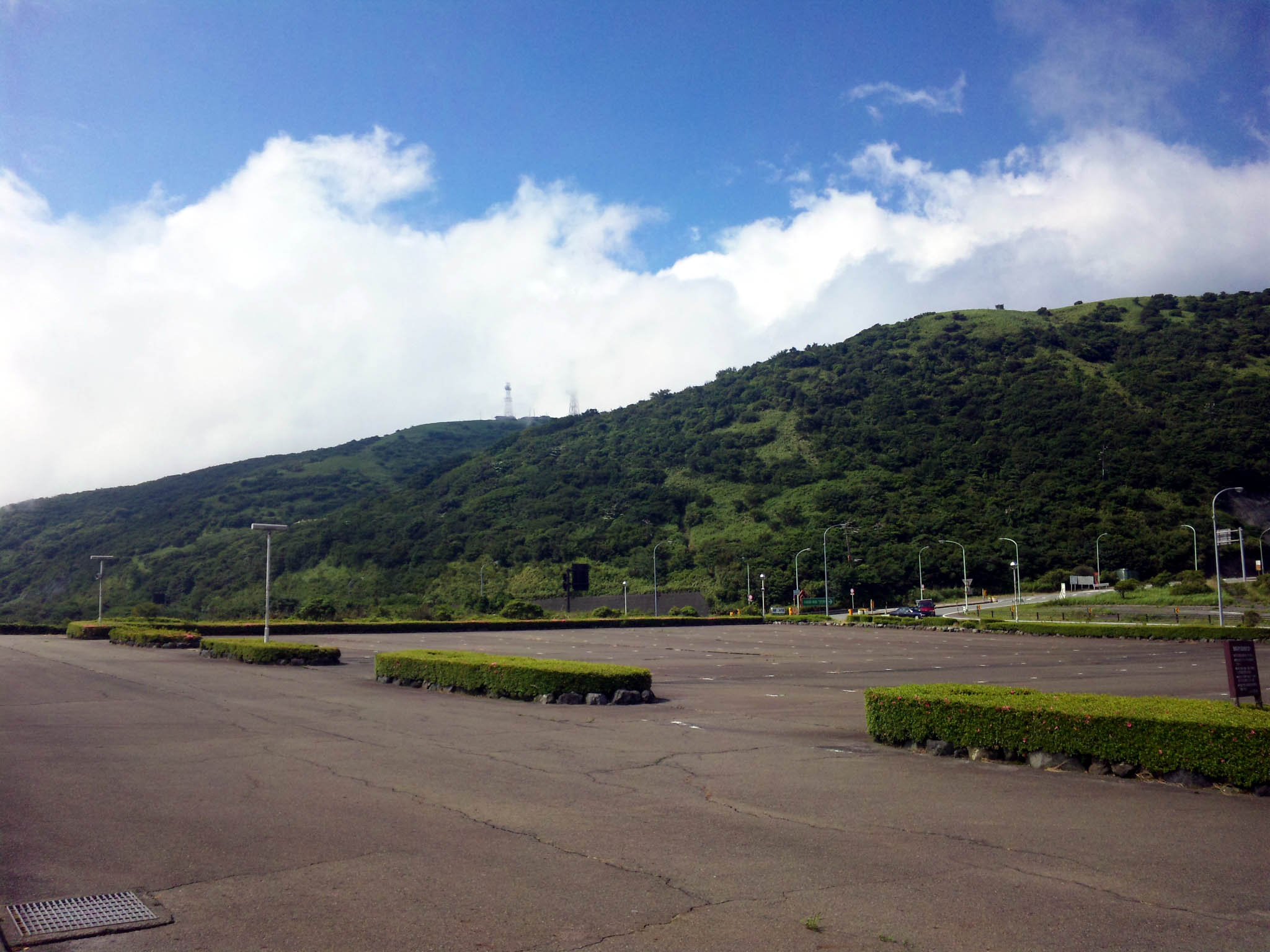
湯河原峠から見た鞍掛山（奥の鉄塔のある峰）
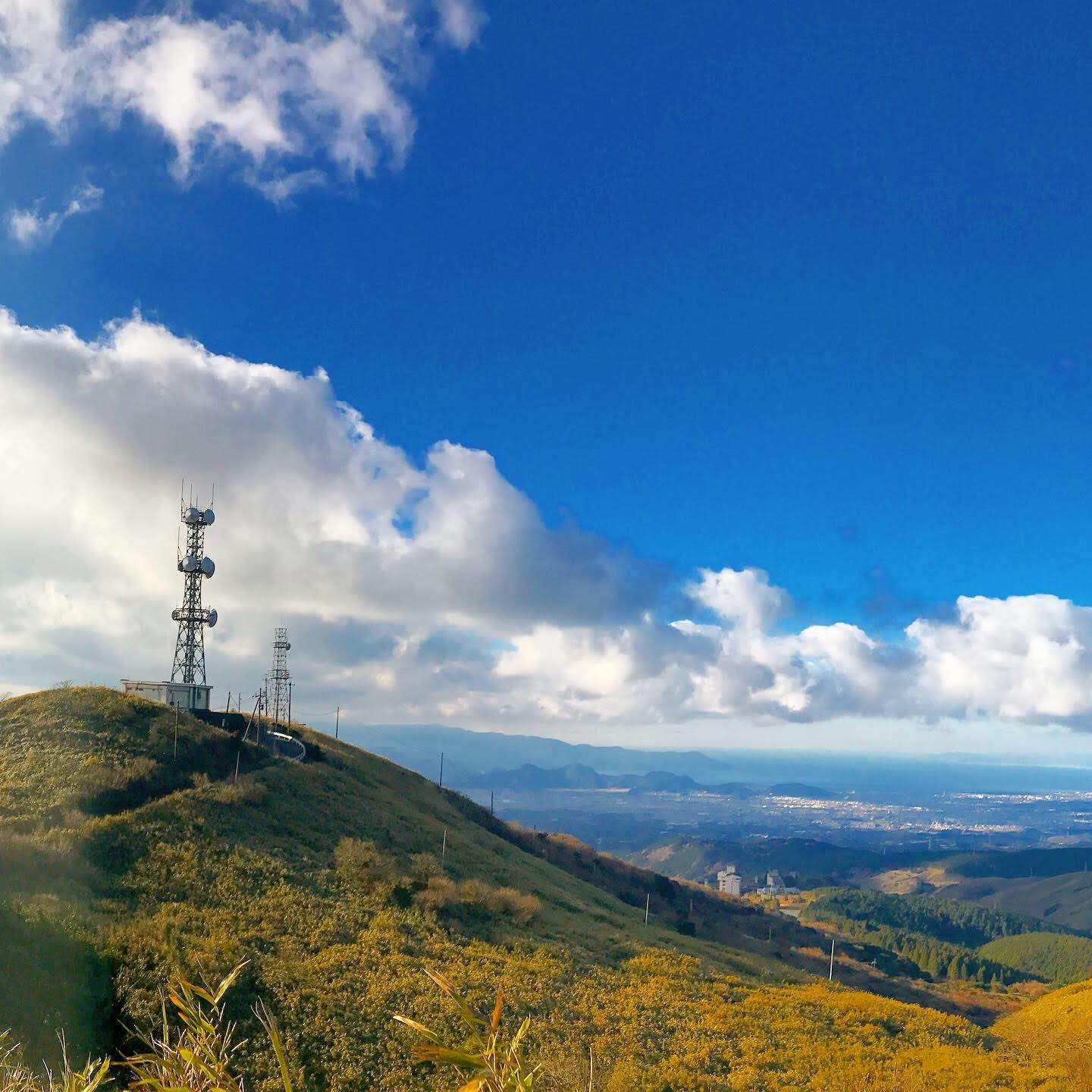
関東管区警察局静岡県通信部鞍掛山無線中継所の施設群
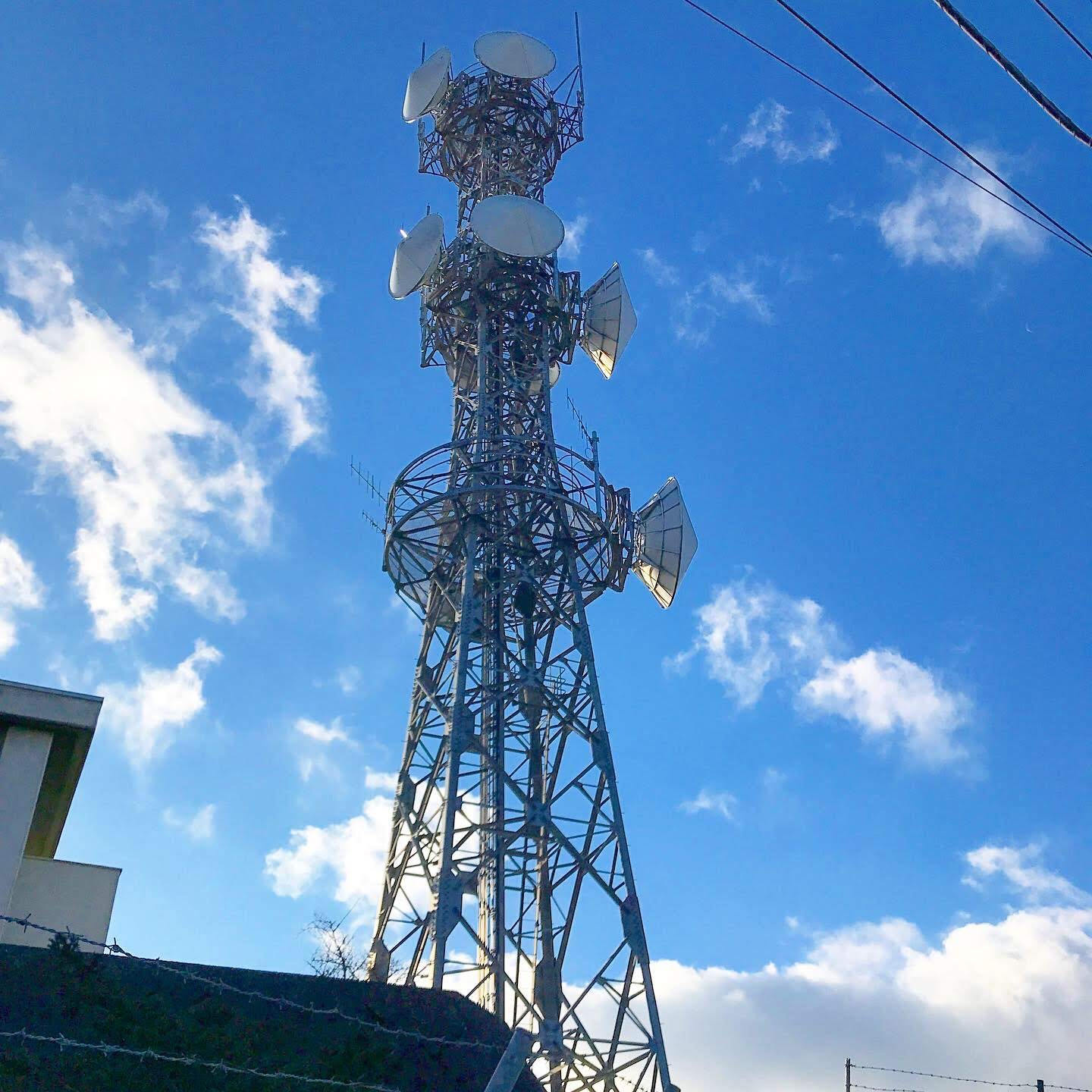
関東管区警察局静岡県通信部鞍掛山無線中継塔